# Kumarica
Kumarica falu Bosznia-Hercegovinában, a Bosznia-hercegovinai Föderáció Una-Szanai kantonjában. Közigazgatásilag Velika Kladušához tartozik.

## Fekvése
Bosznia-Hercegovina északnyugati részén, Bihácstól légvonalban 38, közúton 55 km-re északra, Velika Kladušától légvonalban 5, közúton 6 km-re délkeletre levő dombos, erdős vidéken, a Ždralovac-patak mentén fekszik. 

## Népessége
| Nemzetiségi csoport | Népesség 1991 | Népesség 2013 |
| ------------------- | ------------- | ------------- |
| Szerb               | 1             | 1             |
| Bosnyák             | 921           | 674           |
| Horvát              | 0             | 7             |
| Jugoszláv           | 0             | 0             |
| Egyéb               | 3             | 172           |
| Összesen            | 925           | 854           |